# Лебідь X-1

Лебідь X-1 (Cygnus X-1) — джерело рентгенівського випромінювання  у сузір'ї Лебедя, і є першим серед інших подібних, що були признані як чорні діри. Його було відкрито 1964 року під час суборбітального польоту. Є одним із найяскравіших джерел рентгенівського випромінювання на небі й має максимальну густину потоку 2,3×10-23 Вт·м−2Гц−1. Є одним із найкраще досліджених об’єктів у своєму класі. 
Являє собою подвійну систему, що розташована в нашій Галактиці на відстані близько 6 000 світлових років від Сонця. Супутник — зоря HDE 226868 —, є блакитним надгігантом із поверхневою температурою близько 31 000 K. Обертається навколо чорної діри з періодом 5,6 доби. Чорна діра має масу приблизно 14,8 мас сонця і відповідно, гравітаційний радіус приблизно 40 км.